# Вілсон (округ, Північна Кароліна)
Шаблон:StateAbbr_ 35°42′ пн. ш. 77°55′ зх. д. / 35.7° пн. ш. 77.92° зх. д.
Округ  Вілсон (англ. Wilson County) — округ (графство) у штаті  Північна Кароліна, США. Ідентифікатор округу 37195.

## Історія
Округ утворений 1855 року.

## Демографія
За даними перепису 
2000 року 
загальне населення округу становило 73814 осіб, зокрема міського населення було 46483, а сільського — 27331.
Серед мешканців округу чоловіків було 35225, а жінок — 38589. В окрузі було 28613 домогосподарства, 19782 родин, які мешкали в 30729 будинках.
Середній розмір родини становив 3,03.
Віковий розподіл населення поданий у таблиці:
| Стать    | До 15 років | 15-21 | 22-29 | 30-39 | 40-49 | 50-65 | 65-85 | Понад 85 |
| -------- | ----------- | ----- | ----- | ----- | ----- | ----- | ----- | -------- |
| Чоловіки | 7967        | 3695  | 3794  | 5069  | 5533  | 5573  | 3348  | 246      |
| Жінки    | 7711        | 3465  | 3941  | 5502  | 5824  | 6233  | 5199  | 714      |

## Суміжні округи
- Неш — північ
- Еджком — північний схід
- Пітт — схід
- Ґрін — південний схід
- Вейн — південь
- Джонстон — південний захід

## Виноски
1. ↑  U.S. Decennial Census. United States Census Bureau. Архів оригіналу за 4 квітня 2018. Процитовано 20 січня 2015.
2. ↑  Historical Census Browser. University of Virginia Library. Архів оригіналу за 11 серпня 2012. Процитовано 20 січня 2015.
3. ↑  Forstall, Richard L., ред. (27 березня 1995). Population of Counties by Decennial Census: 1900 to 1990. United States Census Bureau. Архів оригіналу за 3 березня 2015. Процитовано 20 січня 2015.
4. ↑  Census 2000 PHC-T-4. Ranking Tables for Counties: 1990 and 2000 (PDF). United States Census Bureau. 2 квітня 2001. Архів оригіналу (PDF) за 18 грудня 2014. Процитовано 20 січня 2015.
5. ↑  State & County QuickFacts. United States Census Bureau. Архів оригіналу за 24 лютого 2016. Процитовано 30 жовтня 2013.(англ.) Наведено за англійською вікіпедією.
6. ↑  American FactFinder. Бюро перепису населення США. Архів оригіналу за 26 лютого 2012. Процитовано 31 січня 2008.

| США | Це незавершена стаття з географії США. Ви можете допомогти проєкту, виправивши або дописавши її. |